# Xeris
Xeris är ett släkte av steklar som beskrevs av Costa 1894. Xeris ingår i familjen vedsteklar.
Släktet innehåller bara arten Xeris spectrum.